# La Guillermie
La Guillermie est une commune française, située dans le département de l'Allier en région Auvergne-Rhône-Alpes.

## Géographie

### Localisation
La Guillermie est située au sud-est du département de l'Allier, dans la Montagne bourbonnaise.
Quatre communes sont limitrophes, dont deux dans le département voisin du Puy-de-Dôme :
| Lachaux (Puy-de-Dôme)                  | Ferrières-sur-Sichon |         |
|                                        | La Guillermie        | Lavoine |
| Saint-Victor-Montvianeix (Puy-de-Dôme) |                      |         |

### Climat
Pour des articles plus généraux, voir Climat d'Auvergne-Rhône-Alpes et Climat de l'Allier.
En 2010, le climat de la commune est de type climat des marges montagnardes, selon une étude du CNRS s'appuyant sur une série de données couvrant la période 1971-2000. En 2020, Météo-France publie une typologie des climats de la France métropolitaine dans laquelle la commune est exposée à un climat de montagne ou de marges de montagne et est dans la région climatique Nord-est du Massif Central, caractérisée par une pluviométrie annuelle de 800 à 1 200 mm, bien répartie dans l’année.
Pour la période 1971-2000, la température annuelle moyenne est de 9,6 °C, avec une amplitude thermique annuelle de 15,6 °C. Le cumul annuel moyen de précipitations est de 1 100 mm, avec 12,2 jours de précipitations en janvier et 8,3 jours en juillet. Pour la période 1991-2020, la température moyenne annuelle observée sur la station météorologique de Météo-France la plus proche, « Mayet-de-Montagne », sur la commune du Mayet-de-Montagne à 10 km à vol d'oiseau, est de 10,9 °C et le cumul annuel moyen de précipitations est de 979,2 mm,. Pour l'avenir, les paramètres climatiques de la commune estimés pour 2050 selon différents scénarios d'émission de gaz à effet de serre sont consultables sur un site dédié publié par Météo-France en novembre 2022.

## Urbanisme

### Typologie
Au 1er janvier 2024, La Guillermie est catégorisée commune rurale à habitat très dispersé, selon la nouvelle grille communale de densité à 7 niveaux définie par l'Insee en 2022.
Elle est située hors unité urbaine et hors attraction des villes,.

### Occupation des sols

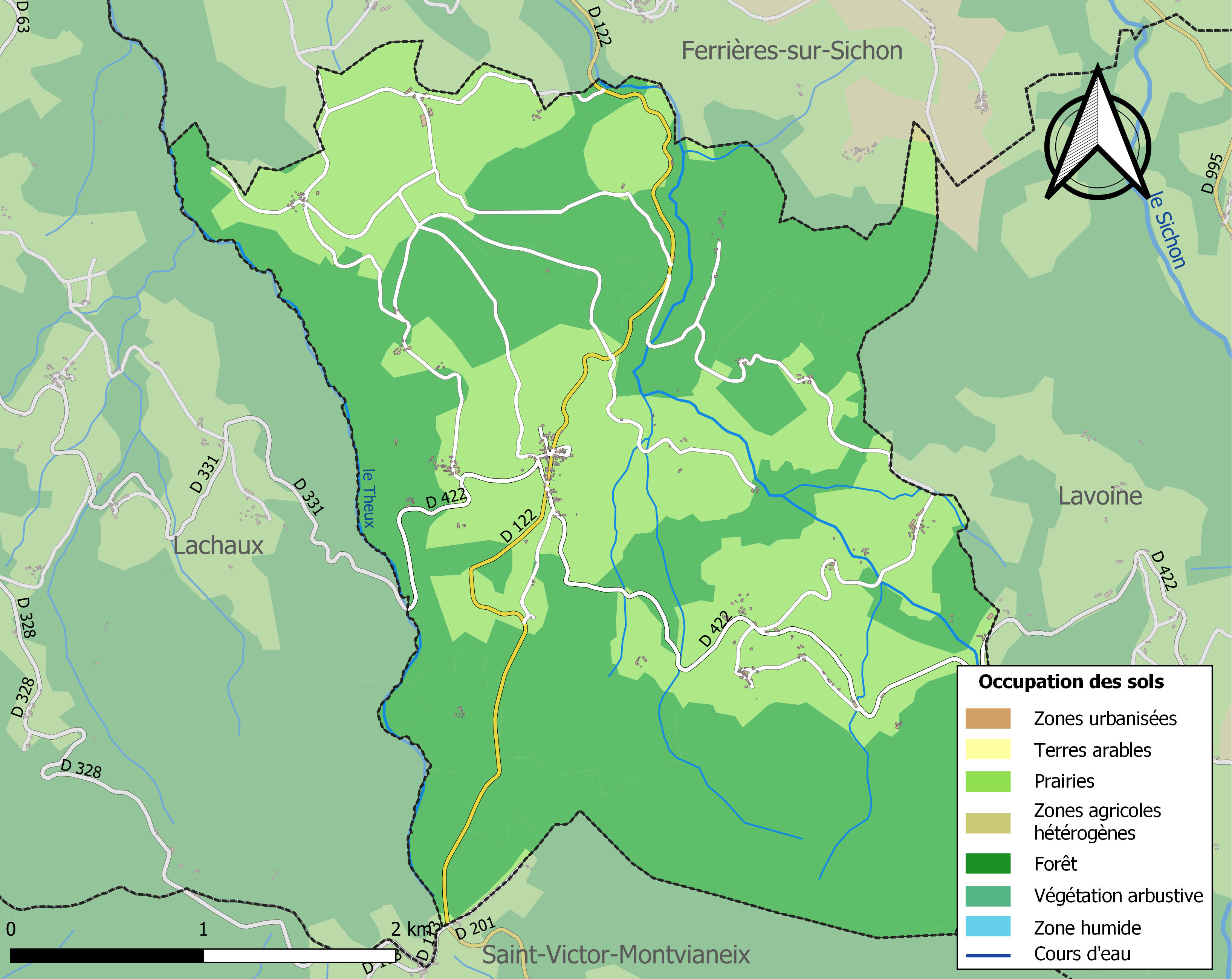
Carte des infrastructures et de l'occupation des sols de la commune en 2018 (CLC).

L'occupation des sols de la commune, telle qu'elle ressort de la base de données européenne d’occupation biophysique des sols Corine Land Cover (CLC), est marquée par l'importance des forêts et milieux semi-naturels (63,2 % en 2018), en augmentation par rapport à 1990 (62 %). La répartition détaillée en 2018 est la suivante : forêts (63,2 %), prairies (36,7 %), zones agricoles hétérogènes (0,1 %).
L'IGN met par ailleurs à disposition un outil en ligne permettant de comparer l’évolution dans le temps de l’occupation des sols de la commune (ou de territoires à des échelles différentes). Plusieurs époques sont accessibles sous forme de cartes ou photos aériennes : la carte de Cassini (XVIIIe siècle), la carte d'état-major (1820-1866) et la période actuelle (1950 à aujourd'hui).

### Logement
En 2020, la commune comptait 158 logements, contre 166 en 2014. Parmi ces logements, 43 % étaient des résidences principales, 42,5 % des résidences secondaires et 14,6 % des logements vacants. Ces logements étaient pour 98,2 % d'entre eux des maisons individuelles et pour 1,2 % des appartements.
La proportion des résidences principales, propriétés de leurs occupants était de 82,9 %, en forte baisse par rapport à 2014 (89,7 %). Il n'existait aucun logement HLM loué vide.

### Planification de l'aménagement
L'ancienne communauté de communes de la Montagne bourbonnaise, dont La Guillermie était membre, avait prescrit l'élaboration d'un plan local d'urbanisme intercommunal (PLUi) en 2014. À la suite de la fusion de la communauté de communes avec la communauté d'agglomération de Vichy Val d'Allier le 1er janvier 2017, c'est Vichy Communauté qui poursuit les procédures de l'élaboration de ce document, approuvé en conseil communautaire le 31 mars 2022 et exécutoire depuis le 13 mai 2022.

### Voies de communication et transports
Le territoire communal est traversé, du nord au sud, par la route départementale 122 reliant Ferrières-sur-Sichon au nord au col de la Plantade au sud, à la frontière départementale avec le Puy-de-Dôme et communale avec Saint-Victor-Montvianeix ; cette route continue comme D 201 en direction de Palladuc et de Thiers.
Une deuxième route départementale, la D 422, relie l'ouest (frontière départementale et communale avec Lachaux, à la suite de la D 331), à Lavoine.
Un ramassage scolaire est assuré en direction de l'école élémentaire de Ferrières-sur-Sichon et des collèges Jules-Verne et Saint-Joseph du Mayet-de-Montagne.

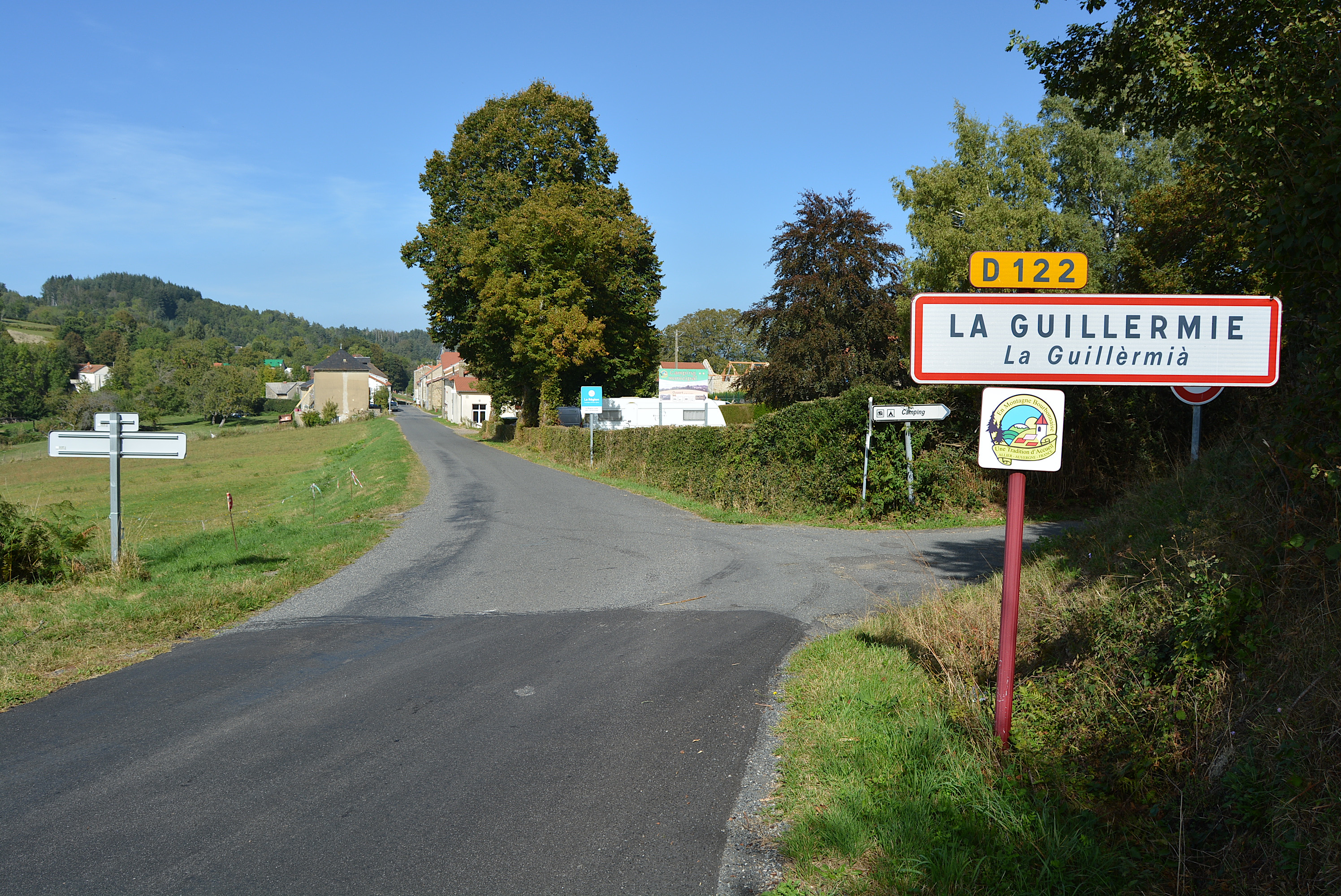
Entrée depuis le col de la Plantade (D 122).
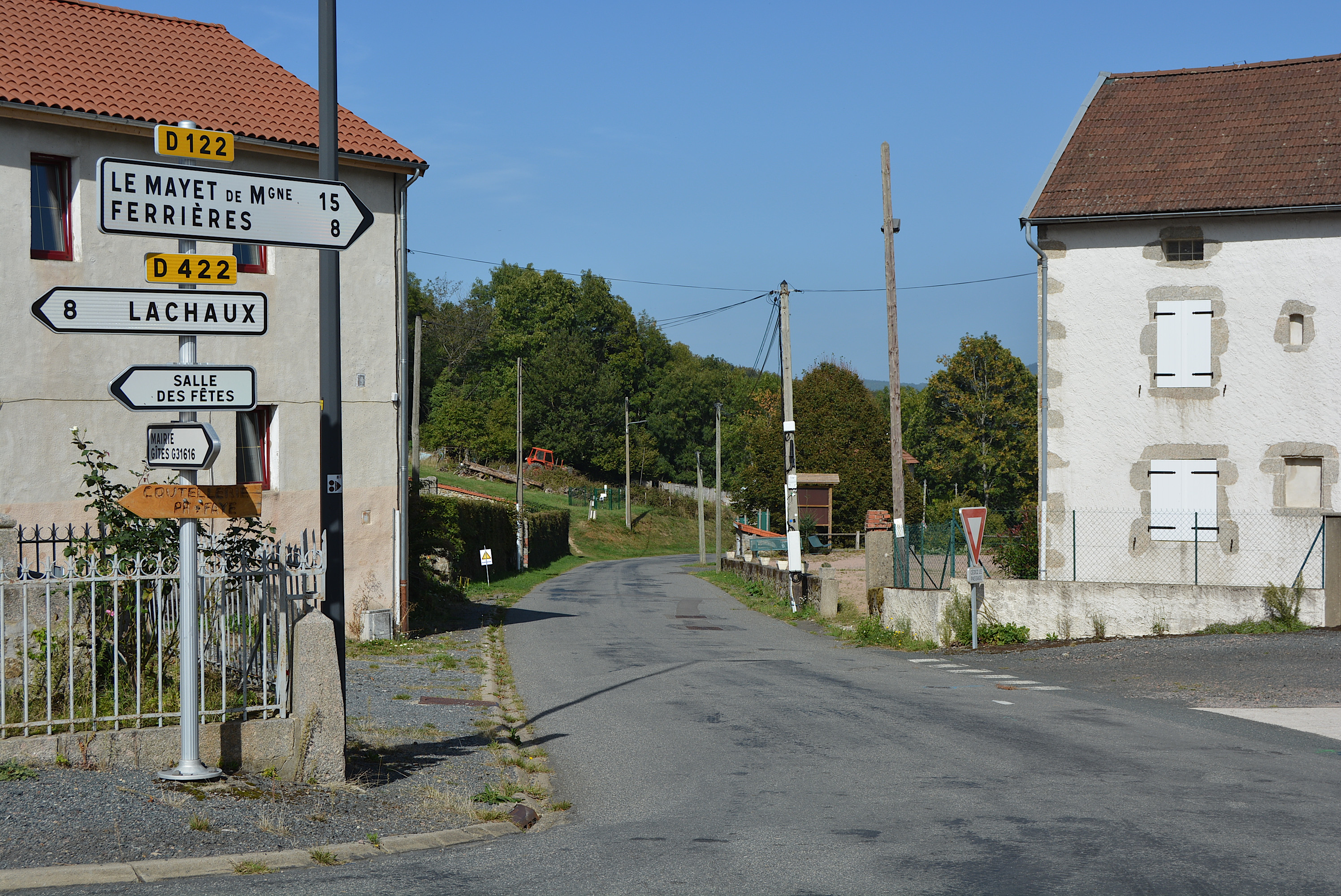
La D 122 en direction de Ferrières-sur-Sichon.
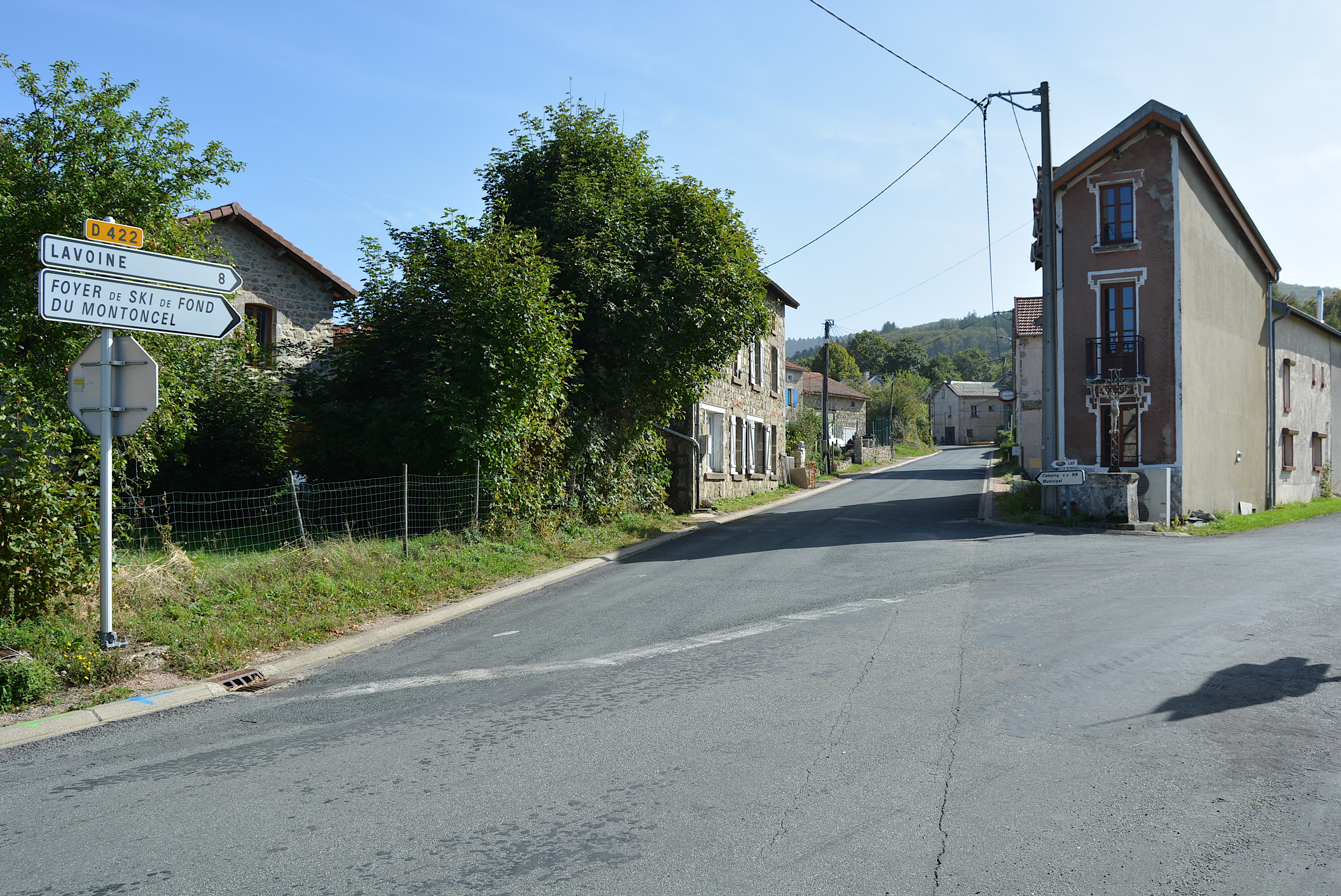
La D 422 en direction de Lavoine.

## Toponymie
La Guillermie vient du nom d'une communauté paysanne villageoise au Moyen Âge organisé autour d'un maître de famille dont le nom était Guilherm.

## Histoire
La Guillermie était autrefois rattachée à la commune de Ferrières-sur-Sichon. Elle devient une paroisse à part entière à la fin de l'année 1863 et est érigée en commune en 1880.

## Politique et administration

### Découpage territorial
La commune de La Guillermie est membre de la communauté d'agglomération Vichy Communauté, un établissement public de coopération intercommunale (EPCI) à fiscalité propre créé le 1er janvier 2017 dont le siège est à Vichy. Ce dernier est par ailleurs membre d'autres groupements intercommunaux.
Sur le plan administratif, elle est rattachée à l'arrondissement de Vichy, au département de l'Allier, en tant que circonscription administrative de l'État, et à la région Auvergne-Rhône-Alpes.
Sur le plan électoral, elle dépend du canton de Lapalisse pour l'élection des conseillers départementaux, depuis le redécoupage cantonal de 2014 entré en vigueur en 2015, et de la troisième circonscription de l'Allier pour les élections législatives, depuis le dernier découpage électoral de 2010 (quatrième circonscription avant 2010).
À sa création en 1880, La Guillermie faisait partie de l'arrondissement de Lapalisse (le chef-lieu est transféré à Vichy en 1941), puis du canton du Mayet-de-Montagne jusqu'en mars 2015.

### Élections municipales et communautaires

#### Élections de 2020
Le conseil municipal de La Guillermie, commune de moins de 1 000 habitants, est élu au scrutin majoritaire plurinominal à deux tours avec candidatures isolées ou groupées et possibilité de panachage. Compte tenu de la population communale, le nombre de sièges à pourvoir lors des élections municipales de 2020 est de 11. Sur les douze candidats en lice, onze ont été élus dès le premier tour, le 15 mars 2020, avec un taux de participation de 71,20 %.

#### Liste des maires
| Période                                  | Période                      | Identité          | Étiquette | Qualité                                                                                 |
| ---------------------------------------- | ---------------------------- | ----------------- | --------- | --------------------------------------------------------------------------------------- |
| Les données manquantes sont à compléter. |                              |                   |           |                                                                                         |
| 1925                                     | 1970                         | Benoît Bassmaison | RPF/RGR   | Entrepreneur et exploitant forestier, conseiller général du canton du Mayet-de-Montagne |
| avant 1995                               | mars 2008                    | Joseph Riboulet   |           | Fleuriste à Commenry                                                                    |
| mars 2008                                | En cours (au 8 juillet 2020) | Alexandre Giraud  | DVG       | Responsable logistique en entreprise                                                    |

## Équipements et services publics

### Enseignement
La Guillermie dépend de l'académie de Clermont-Ferrand. Il n'existe aucune école.
Les collégiens se rendent au Mayet-de-Montagne et les lycéens à Cusset, au lycée Albert-Londres.

### Justice
La Guillermie dépend de la cour administrative d'appel de Lyon, de la cour d'appel de Riom, du tribunal administratif de Clermont-Ferrand, du tribunal de proximité et du conseil de prud'hommes de Vichy et des tribunaux judiciaire et de commerce de Cusset.

## Population et société

### Démographie
Les habitants de la commune sont appelés les Guillermiauds et les Guillermiaudes.

#### Évolution de la population
L'évolution du nombre d'habitants est connue à travers les recensements de la population effectués dans la commune depuis 1881. Pour les communes de moins de 10 000 habitants, une enquête de recensement portant sur toute la population est réalisée tous les cinq ans, les populations de référence des années intermédiaires étant quant à elles estimées par interpolation ou extrapolation. Pour la commune, le premier recensement exhaustif entrant dans le cadre du nouveau dispositif a été réalisé en 2008.

En 2022, la commune comptait 122 habitants, en évolution de −5,43 % par rapport à 2016 (Allier : −1,38 %, France hors Mayotte : +2,11 %).
| 1881 | 1886 | 1891 | 1896 | 1901 | 1906 | 1911 | 1921 | 1926 |
| ---- | ---- | ---- | ---- | ---- | ---- | ---- | ---- | ---- |
| 885  | 809  | 794  | 784  | 768  | 803  | 727  | 641  | 600  |

| 1931 | 1936 | 1946 | 1954 | 1962 | 1968 | 1975 | 1982 | 1990 |
| ---- | ---- | ---- | ---- | ---- | ---- | ---- | ---- | ---- |
| 545  | 527  | 417  | 358  | 319  | 285  | 246  | 193  | 155  |

| 1999 | 2006 | 2008 | 2013 | 2018 | 2022 | - | - | - |
| ---- | ---- | ---- | ---- | ---- | ---- | - | - | - |
| 159  | 153  | 151  | 133  | 126  | 122  | - | - | - |

#### Pyramide des âges
En 2021, le taux de personnes d'un âge inférieur à 30 ans s'élève à 19,1 %, soit en dessous de la moyenne départementale (29,0 %). À l'inverse, le taux de personnes d'âge supérieur à 60 ans est de 39,7 % la même année, alors qu'il est de 35,6 % au niveau départemental.
En 2021, la commune comptait 61 hommes pour 59 femmes, soit un taux de 50,83 % d'hommes, largement supérieur au taux départemental (47,97 %).
Les pyramides des âges de la commune et du département s'établissent comme suit :
| Hommes | Classe d’âge | Femmes |
| ------ | ------------ | ------ |
| 1,6    | 90 ou +      | 6,5    |
| 12,5   | 75-89 ans    | 8,1    |
| 25,0   | 60-74 ans    | 25,8   |
| 40,6   | 45-59 ans    | 30,6   |
| 7,8    | 30-44 ans    | 3,2    |
| 9,4    | 15-29 ans    | 17,7   |
| 3,1    | 0-14 ans     | 8,1    |

| Hommes | Classe d’âge | Femmes |
| ------ | ------------ | ------ |
| 1,2    | 90 ou +      | 3      |
| 10     | 75-89 ans    | 13,4   |
| 21,3   | 60-74 ans    | 22     |
| 20,6   | 45-59 ans    | 19,6   |
| 15,7   | 30-44 ans    | 15     |
| 15,6   | 15-29 ans    | 12,9   |
| 15,7   | 0-14 ans     | 14     |

## Économie
La coutellerie représentait, à la fin du XIXe siècle, « une part importante de l'activité économique de la commune ». Il ne reste plus qu'un coutelier actif.

### Revenus de la population et fiscalité
En 2011, le revenu fiscal médian par ménage s'élevait à 14 806 €, ce qui plaçait La Guillermie au 31 861e rang des communes de plus de quarante-neuf ménages en métropole.

### Emploi
En 2020, la population âgée de quinze à soixante-quatre ans s'élevait à 78 personnes, parmi lesquelles on comptait 72,8 % d'actifs dont 53,1 % ayant un emploi et 19,8 % de chômeurs.
On comptait vingt-deux emplois dans la zone d'emploi. Le nombre d'actifs ayant un emploi résidant dans la zone étant de 42, l'indicateur de concentration d'emploi est de 52,4 %, ce qui signifie que la commune offre moins d'un emploi par habitant actif.
Vingt-trois des quarante-deux personnes âgées de quinze ans ou plus (soit 55,8 %) sont des salariés. Parmi ces actifs, treize personnes travaillent dans la commune de résidence.

### Entreprises et commerces
Au 31 décembre 2020, La Guillermie comptait six unités légales : trois dans le commerce de gros et de détail, les transports, l'hébergement ou la restauration, deux dans l'industrie et un dans les « autres activités de services » ; et autant d'établissements.

#### Agriculture
Au recensement agricole de 2010, la commune comptait quatre exploitations agricoles. Ce nombre est en nette diminution par rapport à 2000 (12) et à 1988 (20).
La superficie agricole utilisée sur ces exploitations était de 377 hectares en 2010, dont 346 ha sont toujours en herbe.

#### Industrie et artisanat
La commune possède une scierie, une coutellerie et une huilerie.

#### Commerce et services
La base permanente des équipements de 2014 ne recensait aucun commerce. Les habitants doivent se rendre à Ferrières-sur-Sichon pour le bureau de poste ou au Mayet-de-Montagne qui dispose d'un grand nombre de commerces, dont un supermarché,.

### Tourisme
Au 1er janvier 2023, la commune comptait un camping non classé, avec quatorze emplacements.
Il existe aussi un gîte rural et deux gîtes privés.

## Culture locale et patrimoine

### Lieux et monuments

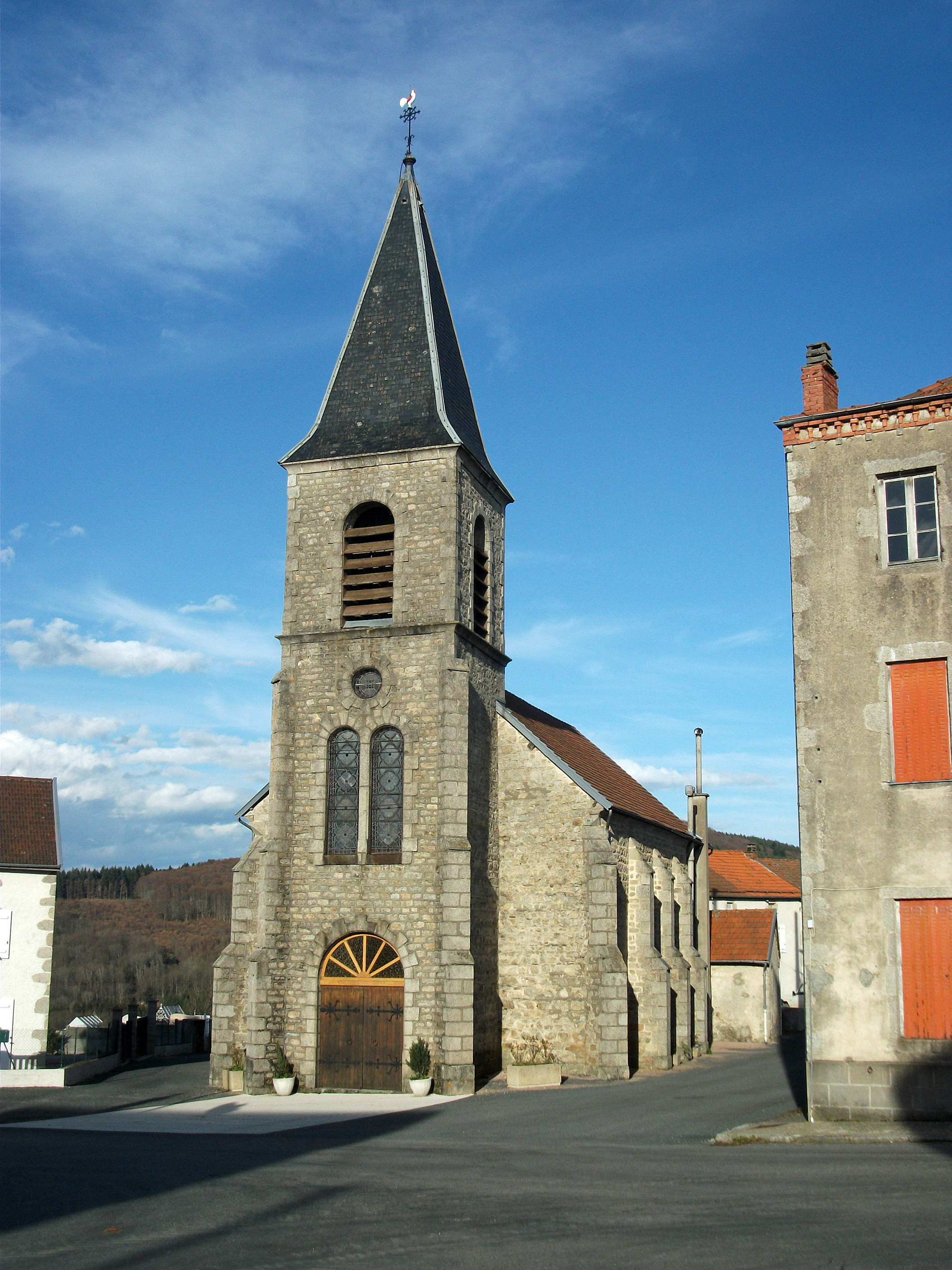
Église.

- Église Saint-Joseph (1894), œuvre d'Amable Barnier et Michel Mitton.

### Personnalités liées à la commune
- Claude Pettelet, né le 13 février 1887 à La Guillermie, a été fusillé le 4 décembre 1914 à Vingré[31]. Il est connu pour avoir été un des soldats fusillés pour l'exemple dans l'affaire des Martyrs de Vingré pendant la Première Guerre mondiale le 4 décembre 1914 et réhabilités par la Cour de cassation le 29 janvier 1921[32].